# Troumaka
Troumaka ist ein Ort auf der Insel St. Vincent, die dem Staat St. Vincent und die Grenadinen angehört. Der Ort liegt an der Westküste auf etwa 159 Meter Seehöhe und gehört zum Parish Saint David. 
In Troumaka gibt es eine Grundschule sowie einen Königreichssaal der Zeugen Jehovas.